# François Duchatel

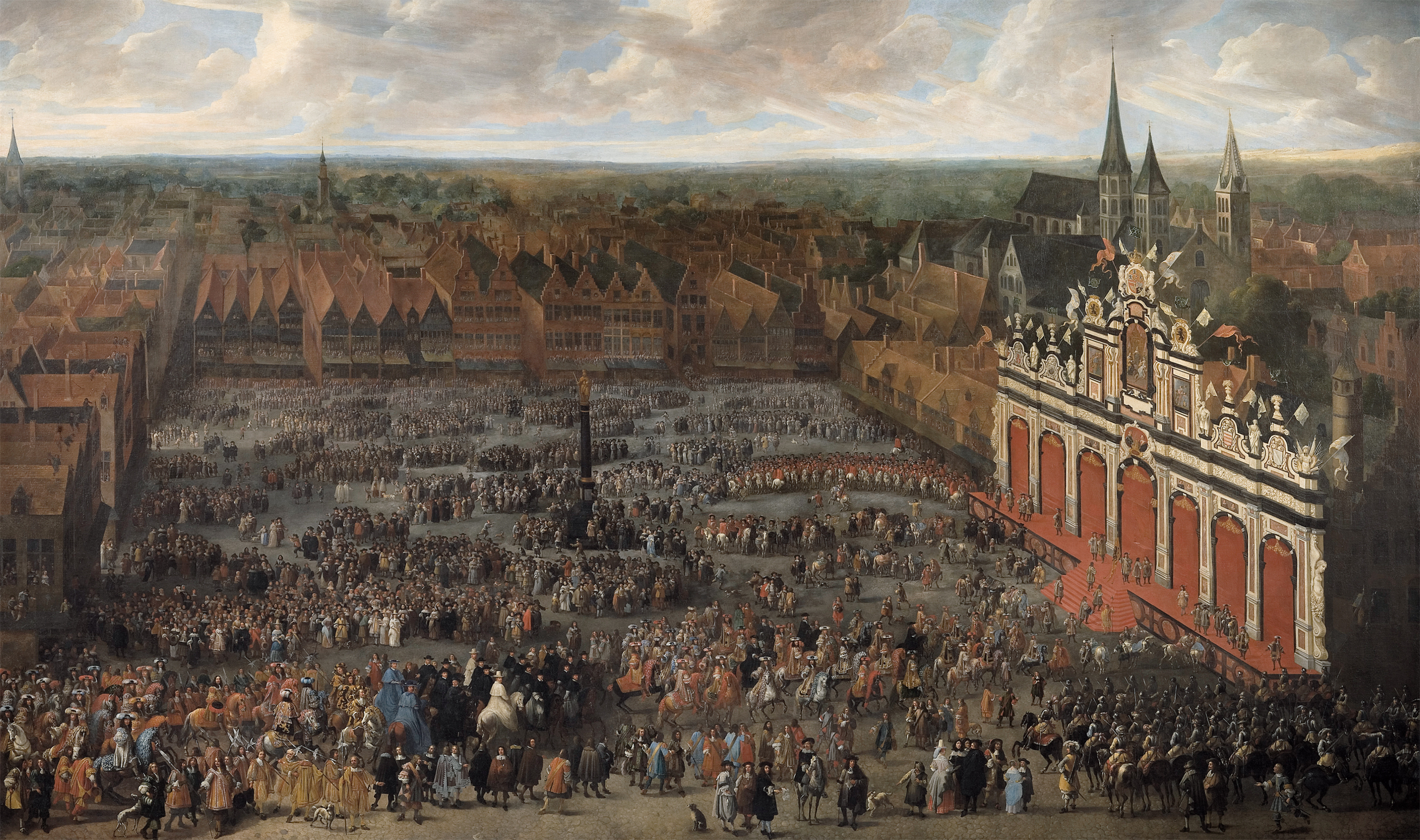
Proclamación de Carlos II de España como conde de Flandes en Gante en 1666, óleo sobre lienzo, 330 x 536 cm, Stadsmuseum Gent. La fiesta se desarrolla en la Vrijdagsmarkt, plaza del Mercado de los viernes, en cuyo centro figuraba un monumento dedicado al emperador Carlos V.

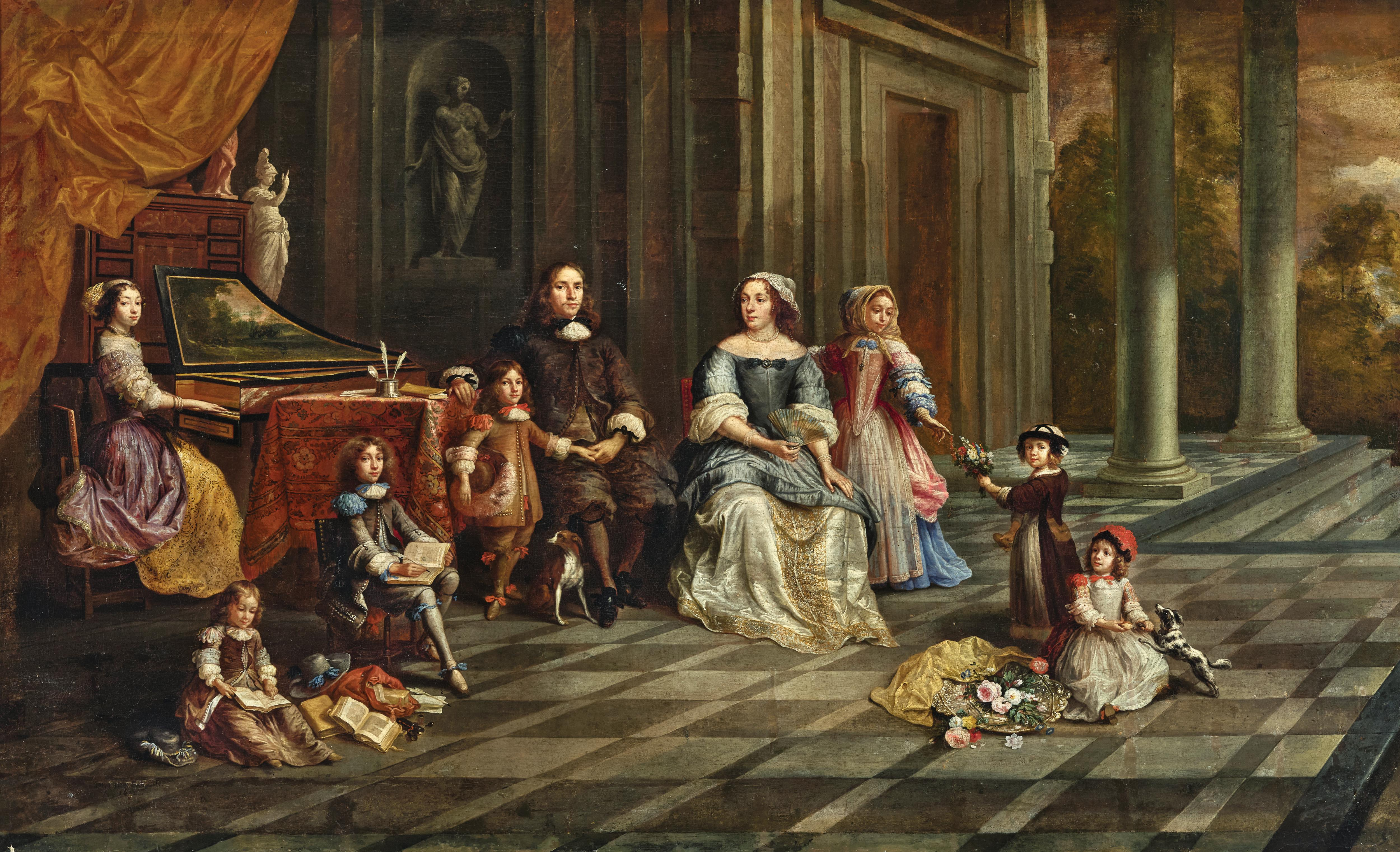
Retrato de la familia Janssens, 1672, óleo sobre lienzo, 110 x 180,5 cm. Colección privada.

François Duchatel o Duchastel (Bruselas, c. 1616/1625-1679 o 1694) fue un pintor flamenco.

## Biografía y obra
De biografía mal conocida, se ha supuesto que pudo ser discípulo de David Teniers II y que habría trabajado con Adam Frans van der Meulen durante una estancia en París en 1668. Una hija, Marie Duchatel, fue también pintora de retratos en miniatura. Discípulo suyo habría sido John de Medina (1659-1710), retratista flamenco de origen español establecido en Edimburgo, pero en el registro de la corporación de pintores de Bruselas únicamente figura como tal un desconocido Guillaume Ruto, al que se cita en 1657.
Pintor de retratos y escenas costumbristas, Hans Vlieghe lo recuerda en particular por los retratos de grupo en el formato de la pintura de gabinete a la manera de Gonzales Coques, pero lo que se conoce de su trabajo es muy poco, habiendo llegado solo tres pinturas firmadas: La hermana Juliana van Thulden en su lecho de muerte, que estuvo atribuida a Philippe de Champaigne hasta la aparición de la firma (1654, Ginebra, Musée d'art et d'histoire), la Proclamación de Carlos II de España como conde de Flandes en Gante en 1666 (1668, Gante, Stadsmuseum) cuadro de grandes dimensiones y multitud de figuras, y el retrato de la familia Janssens, fechado en 1672 (colección privada).
Se tiene noticia de que en 1676 pintó el retrato del rey Carlos II para el Consejo de Brabante y por grabados de reproducción de sus pinturas se sabe que retrató, entre otros, a Francisco de Moura Corterreal, gobernador de los Países Bajos españoles de 1664 a 1668, pintura conocida por un grabado de Richard Collin de la que existe una versión al óleo con ligeras variantes, quizá autógrafa, en el Museu Quinta das Cruzes de Funchal, Madeira. También se ha podido documentar como suya la Entrada en Londres en 1660 del embajador del rey de España Claude Lamoral de Ligne, conservada en el castillo de Beloeil, que fue propiedad de Ligne, y por cercanía de estilo se le atribuyen obras como la Cabalgata de los caballeros de la orden del Toisón de Oro a la salida del palacio de los duques de Brabante de los Museos Reales de Bellas Artes de Bélgica y el Gentilhombre a caballo y carroza ante una puerta monumental del Louvre.